# 달콤한 스파이
《달콤한 스파이》는 2005년 11월 7일부터 2006년 1월 10일까지 방영된 문화방송 월화드라마이다. 원래 30부작으로 기획되었으나 10회 축소한 20부작으로 조기 종영되었다.

## 기획 의도
얼떨결에 경찰에 투신한 말단 여순경이 좌충우돌하며 돈과 권력이 얽힌 거대한 비리를 파헤치는 과정을 그린 범죄 수사 드라마

## 등장 인물

### 주요 인물
- 남상미 : 이순애 역 - 교통순경
- 이주현 : 강준 역 - 경정, 수사과장
- 유선 : 박은주 역 - 경위
- 데니스 오 : 한유일 역
- 김보성 : 심 형사 역

### 범구파 일당
- 최불암 : 최범구 역 - 보스
- 이기열 : 왕사발 역 - 넘버2
- 김준호 : 가오리 역 - 넘버3

### 특수수사과
- 김하균 : 조정해 역 - 반장
- 정종준 : 홍 경장 역 - 치안센터장
- 안연홍 : 오나라 역 - 순경, 이순애의 친구

### 주변 인물
- 성은 : 최지수 역 - 배우
- 김일우 : 송현철 역
- 기주봉 : 보디가드 역 - 한유일의 비서
- 김용희 : 박 실장 역

### 그 외 인물
- 박정우 : 흑룡파 보스 역
- 윤주상 : 은평경찰서 서장 역
- 공정환
- 이계인

## 참고 사항
- 당초 '없는 소시민'의 의미로 <여순경 미스리>라는 제목을 택했으나 '미스리'라는 어감이 자칫 여성 비하적인 표현으로 비칠 수 있어 제목을 변경하였다.[1]
- 이순애 역은 황신혜가 물망에 올랐으나 부친상, 본인의 이혼 등으로 좀 더 복귀를 신중히 하고 싶다는 뜻에서 출연을 포기했다.[2] 그에 따라 이순애 역을 젊은 과부로 설정을 바꿔 남상미가 최종 캐스팅되었다.
- 극 초반 '최범구의 짜장면 폭풍 흡입 폭식'장면 및 '음부 노출' 파문과, 극 후반 '쪽대본', '당일치기 식 촬영' 등으로 곤욕을 치러야 했다.[3]